# Race with the Devil (videospel)
Race with the Devil is een videospel voor de Commodore 64. Het spel werd uitgebracht in 1986. Het spel was voor een speler die als poppetje tegen de duivel door een met hindernissen bezaaide omgeving moest zien te komen.